# Hagkaup
Hagkaup is een IJslandse warenhuisketen die eigendom is van retailbedrijf Hagar. Het concept bestaat uit een ruime keuze aan food- en non-foodproducten, waaronder kleding, elektronica, entertainment, seizoensartikelen en speelgoed. Het bedrijf is eigendom van Hagar, een divisie van de Baugur Group.

## Geschiedenis
Hagkaup werd in 1959 opgericht door Pálmi Jónsson(1923–91) in een oude schuur als postorderbedrijf. Het was succesvol doordat het goedkoper was dan de meeste andere winkels in Reykjavík. Het bedrijf breidde zich al snel uit en opende de eerste winkel in de schuur. In 1967 opende Hagkaup de eerste supermarkt in IJsland in een oud pakhuis in Skeifan in Reykjavík. Het hoofdkantoor van Hagkaup is gevestigd in Holtagarðar, Reykjavík.
In 1998 verkochten de kinderen van Pálmi Jónsson (Sigurður Gísli, Jón, Ingibjörg en Lilja) het bedrijf en hun belang van 50% in Bónus, Hagkaup's belangrijkste rivaal in de voedingsdetailhandel. Het werd verkocht aan een groep investeerders onder leiding van de oprichters van Bónus. Deze transactie vormde de basis voor Baugur Group, een internationale retail- en vastgoedinvesteringsmaatschappij.